# Tyrannochthonius pluto
Tyrannochthonius pluto är en spindeldjursart som beskrevs av Chamberlin 1995. Tyrannochthonius pluto ingår i släktet Tyrannochthonius och familjen käkklokrypare. Inga underarter finns listade i Catalogue of Life.